# Reseleț, Plevna
Reseleț (în bulgară Реселец) este un sat în comuna Cerven Breag, regiunea Plevna,  Bulgaria. 

## Demografie
Componența etnică a satului Reseleț
     Bulgari (71,88%)
     Romi (15,95%)
     Nicio identificare (12,15%)
     Altele (0%)
La recensământul din 2011, populația satului Reseleț era de 1.028 locuitori. Din punct de vedere etnic, majoritatea locuitorilor (71,88%) erau bulgari, cu o minoritate de romi (15,95%). Pentru 12,15% din locuitori nu este cunoscută apartenența etnică.